# Катаєв Ілля Євгенович
Катаєв Ілля Євгенович  (2 березня 1939, Москва — 20 червня 2009) — радянський і російський композитор, педагог. Син письменника Євгена Петрова.

## Життєпис
Закінчив музично-педагогічний інститут ім. Гнесіних (клас теорії, 1961 та композиції, 1964).
У 1961—1962 — викладач музичного училища в Благовєщенську.
У 1962—1966 — викладач муз. предметів в Школі-студії МХАТ.
У 1966—1972 — зав. муз. частиною Московського драматичного театру ім. М. Гоголя.
Автор симфонічних і камерних творів, вокальних циклів, музики для кіно та анімаційних фільмів.
У середині 1990-х рр.. емігрував до США, працював на радіо. Помер у 2009 році.
Родина
- Дядько: Катаєв Валентин Петрович (1897—1986), радянський письменник.
- Брат: Катаєв Петро Євгенович (1930—1986), радянський кінооператор.
- Двоюрідний брат (син Валентина Катаєва): Катаєв Павло Валентинович (1938—2019), радянський і російський письменник.

## Фільмографія
Автор музики до фільмів:
- «День за днем» (1971)
- «Любити людину» (1972)
- «Два дні тривоги» (1973)
- «Загадкова планета» (1974, мультфільм)
- «Дорога» (1975)
- «Брелок з секретом» (1981)
- «Вухань і його друзі» (1979—1982, мультфільм; у співавт.)
- «Чудовий Гоша» (1981—1985, мультфільм; у співавт.)
- «Підземний перехід» (1984, мультфільм)
- «Ваня та крокодил» (1984, мультфільм)
- «Самотній рояль» (1986, мультфільм)
- «Коли мені буде 54 роки» (1989)

Також — українських стрічок:
- «Не мине і року...» (1973)
- «Втеча з в'язниці» (1977)
- «Очікування» (1981, т/ф, 2 с)
- «Мільйон у шлюбному кошику» (1985)
- «Точка повернення» (1987, т/ф, 2 а)